# Toile de verre

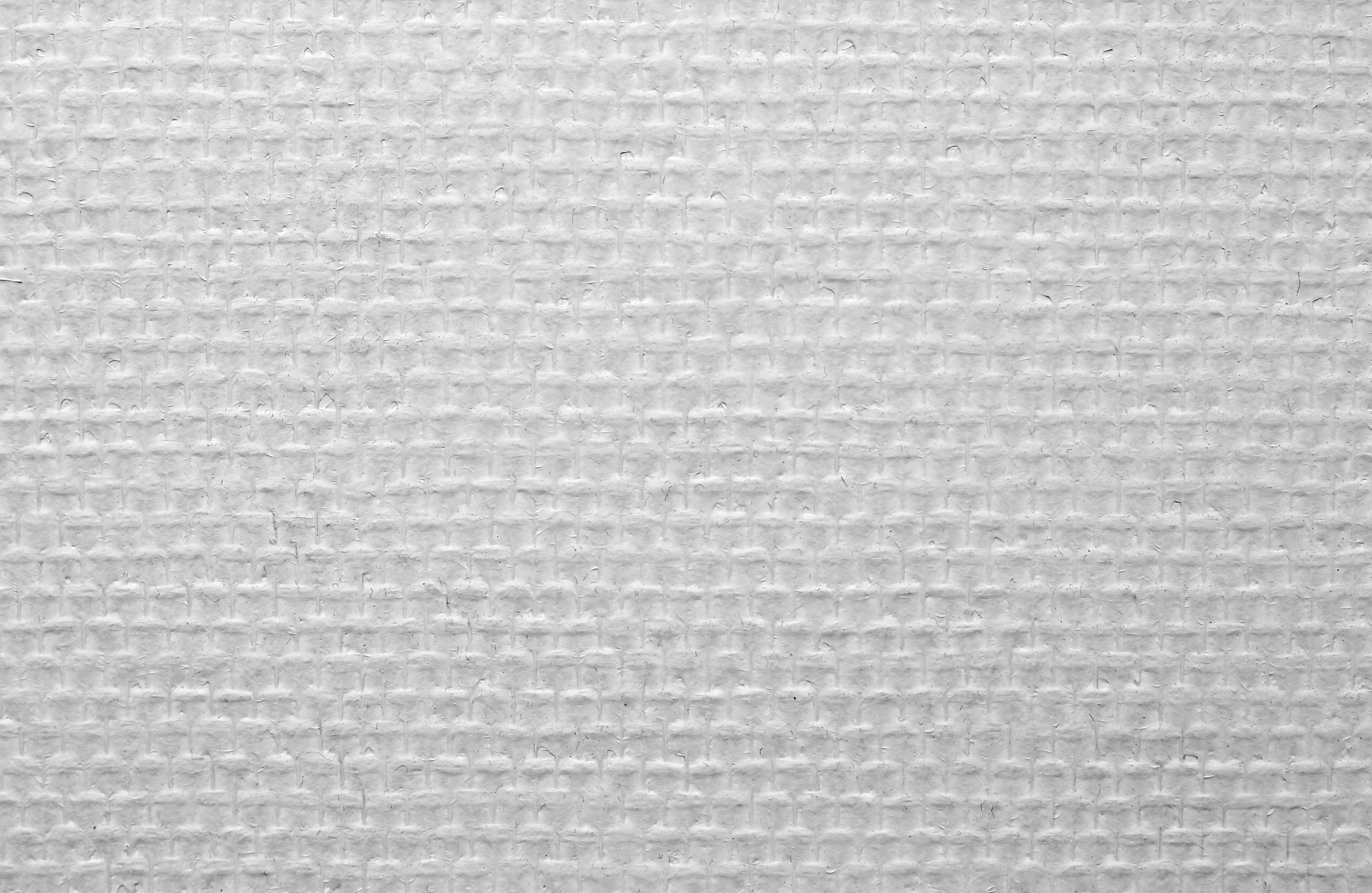
Texture d'une toile en fibre de verre.

La toile de verre est un revêtement mural composé de fibre de verre peinte. 

## Description
Sa solidité est assurée par sa méthode de fabrication qui consiste à étirer des fibres de verre après les avoir rendues malléables grâce à de hautes températures puis à les tisser[réf. nécessaire]. La toile de verre est commercialisée sous forme de rouleaux.
La méthode de pose de la toile de verre est différente de celle du papier peint ordinaire qui se fait par lés et marouflage. Deux méthodes sont possibles : utiliser de la toile de verre à encoller pour laquelle il est besoin d'une colle spécialisée ou bien utiliser de la toile de verre préencollée.